# Ganttov dijagram
Gantogram (još i Ganttov dijagram, Ganttov grafikon i Metoda grafičkog prikazivanja informacija) tip je stupčanog grafikona koji se koristi za grafički prikaz rasporeda projekta.
Gantogrami ilustriraju početni i krajnji datum nekih nepromjenjivih i sažetih elemenata projekta. Nepromjenijivi ili terminalni elementi kao i sažeti elementi obuhvaćaju podjelu radne strukture tj. WBS. 
Gantogramu prethode druge tehnike poput PERT, CPM i PDM.

## Povijest
Prvi poznati gantogram stvara Karol Adamiecki, koji ga naziva harmonogram. Adamecki ne objavljuje svoj rad do 1931. (na jeziku koji nije bio popularan u zapadnjačkim zemljama).
Zato je gantogramu ime dao Henry Laurence Gantt(1861-1919), koji je dizajnirao svoj grafikon između 1910. – 1915.(prvi puta opisao metodu 1903.) i popularizirao ih na zapadu. H. L. Gantt je bio inženjer strojarstva, savjetnik za management i nadzornik u industriji. 
Pojavom osobnih računala u 1980im godinama bitno je olakšala stvaranje i mogućnost izmjene gantograma. Gantogram je ,kao računalna aplikacija, bio prvotno namijenjen za vođenje i planiranje projekata. U kasnim 1990ima (rane godine 2000ih), gantogrami postaju standardne značajke web-baziranih aplikacija.
Danas možda smatrana uobičajenom tehnikom za izradu grafikona, tada se smatrala revolucionarnom.
Zbog Henry Laurence Ganttovog značajnog doprinosa, dodjeljuje se svake godine medalja (Henry Laurence Gantt medalja) istaknutim mladim inženjerima u ime njihovih doprinosa društvu.

## Osnovni dijelovi
Gantogram se može promatrati kroz koordinatni sustav. Kao takav, na ordinati bi se nalazili objekti terminiranja a na apscisi vremenske (terminske) jedinice.
Princip se primjenjuje za slaganje grafikona, dakle na vertikalnu os se postavljaju objekti tj. aktivnosti koje se trebaju obaviti, a na horizontalnu os vrijeme.
Za vrijeme je najvažnije projektno vrijeme. To je vrijeme koje je potrebno ili predviđeno za odvijanje svih aktivnosti u jednom projektu .
Uz projektno vrijeme važno je uzeti u obzir i vremensku rezervu. To je veće raspoloživo vrijeme od onog što je potrebno da bi se obavila neka aktivnost. Najčešće se pojavljuje kod onih aktivnosti koje nisu na kritičnom putu. 
kritični put je put koji u projektu traje najdulje, odnosno zbroj trajanja aktivnosti u njima je najveći.
Dakle, vremenska rezerva je zapravo vrijeme kojemu ne-kritična aktivnost može biti odgođena bez da se odgodi cijeli projekt.
Bitno je napomenuti da ne mora biti samo jedan kritični put.
Ako ih je više, posebna pažnja se posvećuje čvorištima ili nods.
Čvorišta tada predstavljaju aktivnosti koje su zajedničke više kritičnih puteva.
Ukupno vrijeme potrebno ili predviđeno za odvijanje svih procesa u sustavu je sustavno vrijeme, dakle onda bi najkraće sustavno vrijeme bilo vrijeme kritičnog puta.
Bitno je shvatiti razliku između realnog tj. stvarnog vremena i planiranog vremena. Oni se također mogu paralelno prikazivati na gantogramu jer predstavljaju logičke suprotnosti.
Naravno, bitni elementi za prikaz su i milestones/označivači koji su važni događaji koji predstavljaju odnose aktivnosti, te označuju početak tj. kraj.
Gantt bars ili položeni stupci su glavni pokazatelj protoka vremena unutar grafikona za neku aktivnost, na njima se milestones postavljaju kao markeri važnih događaja. Sve to može biti povezano linijama povezivanja. Dodatne linije su linije koje pokazuju ovisnosti između aktivnosti u projektu.

## Izrada
1) Prvi korak je planiranje aktivnosti kao i kod CPM i PERT dijagrama.
Za svaku aktivnost koja se mora obaviti potrebno je postaviti vrijeme iniciranja, procjenu trajanja, i da li aktivnost može biti obavljena paralelno s jednom drugom ili u slijedu s drugim aktivnostima.
2) Tako dobivenu tablicu se može transformirati u dijagram sa stupcima.
3) Nakon što se uspostavi nekakav osnovan dijagram, razvija ga se tako da se sve aktivnosti postavljaju u redoslijed obavljanja. Simultano, dakle paralelno jedna s drugom ili u slijedu, jedna nakon druge. Tako dobivamo krajnje vrijeme trajanje cijelog projekta, grafički. Dobivamo kritični put aktivnosti; naravno, da bi bile sve obavljene, one nemaju vremenske rezerve i moraju biti obavljeno sekvencijalno da bi krajnje vrijeme ostalo nepromijenjeno.
Danas postoje brojni informatički programi i alati koji olakšavaju izradu gantograma kao MinuteMan, Microsoft Project, Smart Draw, Microsoft Excel i drugi.

## Prednosti i ograničenja
Gantogrami su postali uobičajene tehinke za prezentiranje faza i aktivnosti nekog projeka, svojom jednostavnošću postali su uporabljivi i za širu publiku (čak u svakodnevnom životu).
U svom najosnovnijem prikazu može predstaviti problem ako se ubroji veći broj aktivnosti. Može vrlo lako doći do preplitanja oznaka, što bi uzrokovalo da grafikon postane nečitljiv.
Isto tako teško je gantogramom prikazati samu "veličinu projekta", njegova moguća kompleksnost, i utjecaj toga na korištenje resursa. Zbog toga se smatra da gantogram ne daje dovoljno detaljan prikaz cjelokupnog projekta i njegovih dijelova.
Ono za što se gantogram ne može uskratiti je njegova shvatljivost, vizualnost i fleksibilnost vezano za promjene unutar projekta te nadodavanja.

## Uporaba i vrste
Uz prvotnu namjenu da bude oruđe za nadziranje i planiranje projekata, dobiva široku primjenu. 
Primjenu nalazi u svakodnevnom životu kao pomoć pri organizaciji vremena.
Isto tako, koristi se u Informacijskim tehnologijama za predstavljanje sakupljenih podataka.
Ovisno o potrebama stvaratelja, postoje različite vrste gantograma.
Neke od najviše korištenih su: osnovni gantogram, stopsvijetlo gantogram, izvedbeni gantogram,itd.

## Poveznice
- (engl.) en:Critical Path Method
- (engl.) en:Program Evaluation and Review Technique
- (engl.) en:Precedence Diagram Method
- (engl.) Primjeri gantograma  Arhivirana inačica izvorne stranice od 27. veljače 2009. (Wayback Machine)
- (engl.) Youtube tutorial za izradu u Excelu